# Magyar Nyelvtudományi Társaság
A Magyar Nyelvtudományi Társaságot 1904. október 24-én alapították Herman Ottó korelnökségével. Székhely: Budapest. Célja: a magyar és finnugor nyelvtudomány, a segédtudományok művelése és a magyar anyanyelv ápolása.

## Története
Azon kevés tudományos társaságok közé tartozik, amelyek a teljes 20. század folyamán, a legnehezebb történelmi változások közepette és napjainkban is működnek. Fennállásának 100. évfordulója alkalmából, 2004-ben Magyar Örökség díjjal tüntették ki.
Már megalakulásakor is sokan bábáskodtak körülötte, öt alapító és 135 rendes taggal indult. Szinte folyamatosan e társaság bír legnépesebb tagsággal. Első elnöke Szily Kálmán volt, aki 1905-ben megindította a Magyar Nyelv című nyelvészeti folyóiratot és a Magyar Nyelvtudományi Társaság kiadványai c. könyvsorozatot, mindkét kiadvány ma is él, a folyóirat a 106. évfolyamnál (2010) tart, a könyvsorozat legutóbb 232. füzetét (2010) adta közre. Más magyar nyelvészeti kiadványaik is vannak, köztük a nyelvemlék-sorozat.
Szily Kálmán után Szinnyei József, Zsirai Miklós, Kniezsa István, Bárczi Géza, Benkő Loránd (1975–2005), jelenleg Kiss Jenő (2005-) a társaság elnöke, valamennyien a magyar nyelv és kultúra legendás képviselői.
A társaság négy szakosztállyal, két tagozattal és vidéki csoportokkal (Debrecen, Eger, Jászberény, Nyíregyháza, Pécs, Szeged, Szombathely) működik.

### A tisztikar tagjai a 2016. szeptember 21-ei tisztújító közgyűlés után
- elnök: Kiss Jenő
- alelnökök: Honti László, Nyomárkay István, Szathmári István
- főtitkár: Juhász Dezső
- titkár: Farkas Tamás
- jegyző: Kugler Nóra
- pénztáros: Gerstner Károly
- ellenőr: Szíj Enikő

### Szakosztályok
- Általános nyelvészeti szakosztály: Ladányi Mária elnök, Dér Csilla titkár
- Finnugor szakosztály: Csepregi Márta elnök, Gugán Katalin titkár
- Idegen nyelvi szakosztály: Bárdosi Vilmos elnök, Kukorelli Eszter titkár
- Magyar nyelvi szakosztály: Keszler Borbála elnök, Veszelszki Ágnes titkár

### Tagozatok
- Magyartanári Tagozat: Antalné Szabó Ágnes elnök és Bóna Judit titkár
- Névtani Tagozat: Hoffmann István elnök és Slíz Mariann titkár
- Pragmatikai tagozat: Németh T. Enikő elnök és Tátrai Szilárd titkár

### Vidéki csoportok (a csoportok megalakulásának időbeli sorrendjében)
- Debrecen: Rácz Anita elnök, Győrffy Erzsébet titkár
- Szeged: Nagy L. János elnök, Németh Miklós titkár
- Pécs: Szűcs Tibor elnök, Gúti Erika titkár
- Eger: Domonkosi Ágnes elnök, Kalcsó Gyula titkár
- Nyíregyháza: P. Lakatos Ilona elnök, Sebestyén Zsolt titkár
- Szombathely: Czetter Ibolya elnök, Hajba Renáta titkár

## A társaság néhány ismert tagja
- Árpás Károly
- Bárczi Géza
- Balogh Lajos
- Csűry Bálint
- Janurik Tamás
- Kabán Annamária
- Kalmár László
- Pléh Csaba